# Toray Pan Pacific Open 2003
Toray Pan Pacific Open 2003 — жіночий тенісний турнір, що проходив на закритих кортах з килимовим покриттям Токійського палацу спорту в Токіо (Японія). Це був 20-й за ліком Toray Pan Pacific Open. Належав до турнірів 1-ї категорії в рамках Туру WTA 2003. Тривав з 25 січня до 2 лютого 2003 року. Ліндсі Девенпорт здобула титул в одиночному розряді.

## Фінальна частина

### Одиночний розряд
Ліндсі Девенпорт —  Моніка Селеш, 6–7(6–8), 6–1, 6–2
- Для Девенпорт це був перший титул в одиночному розряді за сезон і 38-й — за кар'єру.

### Парний розряд
Олена Бовіна /  Ренне Стаббс  —  Ліндсі Девенпорт /  Ліза Реймонд, 6–3, 6–4